# ویلیام شارلت
ویلیام شارلت (انگلیسی: William Schallert؛ زادهٔ ۶ ژوئیهٔ ۱۹۲۲ – درگذشته ۸ مه ۲۰۱۶) یک هنرپیشه اهل ایالات متحده آمریکا بود.
از فیلم‌ها یا برنامه‌های تلویزیونی که وی در آن نقش داشته‌است می‌توان به لباس پاره‌پوره، قوی‌ترین مرد جهان و لرزش، تق تق و راک! اشاره کرد.